# Evaristo Páramos
Evaristo Páramos Pérez (Tuy, Pontevedra, 13 de junio de 1960) es un cantante de música punk rock. Junto a otros grupos coetáneos, siendo el vocalista de La Polla Records, grupo de música activo hasta 2003. Posteriormente fue el vocalista de la banda Gatillazo y en 2019 retomó la actividad de nuevo con La Polla Records. Actualmente forma parte del grupo Tropa do Carallo.

## Biografía
Aunque nació en la localidad  de  Guillarei (Pontevedra, Galicia), se trasladó con siete meses a Salvatierra, en Álava. Actualmente reside en la localidad de Oñate, en Guipúzcoa.
En diciembre de 1979 creó junto a Sumé, Txarly, Maleguin y Fernandito el grupo La Polla Records. La banda mantuvo su actividad hasta el año 2003, cuando se produjo la separación del grupo. Evaristo grabó con la banda un total de trece álbumes de estudio.
Paralelamente con La Polla Records, Evaristo formó en 2002, junto con los componentes de RIP, el grupo The Kagas, con el que publicaron su disco "Nuevos héroes del rock". Dos años después, en 2004, cuando La Polla ya se había retirado de los escenarios, Evaristo y RIP volvieron a juntarse bajo el nombre de The Meas, para grabar el disco "Buscándose la vida". Estos dos grupos fueron experimentos temporales que no realizaron más que unos cuantos conciertos.
En 2002, la editorial Txalaparta también publicó su libro Por los hijos lo que sea, que contiene una serie de pensamientos filosóficos, relatos y textos inclasificables sobre lo divino y lo humano.
Tras la desaparición de La Polla, Evaristo no tardó en formar una nueva banda, Gatillazo, con la que sin haber publicado ningún disco, allá por el 2004, empezaron a realizar conciertos. Su primer disco homónimo vio la luz en el año 2005, y el segundo, "Dianas legales", una alusión paródica de Diana de Gales o Lady Di, en el 2007. 
En 2008 dio a conocer el tercer disco con Gatillazo llamado "Sex Pastels", haciendo una clara referencia al grupo británico de los setenta Sex Pistols. Tres años después, en 2011, Gatillazo publica su cuarto trabajo, titulado "Sangre y mierda".
El 2 de abril de 2013, Gatillazo lanza su quinto álbum con el título de "Siglo XXI".
El 17 de noviembre de 2014, Evaristo publica su segundo libro titulado Cuatro estaciones hacia la locura con la editorial Desacorde Ediciones.
Él mismo se reconoce como gallego-vasco, y es un reconocido seguidor del Celta de Vigo habiendo llevado la camiseta del club a muchos de sus conciertos, incluso es miembro de la Peña Celtista de Éibar, la Eibarzale.
En sus canciones realiza muy fuertes críticas al fascismo, al capitalismo, al nacionalismo, al autoritarismo y al catolicismo.
En 2018 se edita su último libro hasta la fecha: Qué dura es la vida del artista.
El 26 de mayo de 2018, tras actuar en un festival en Jerez de la Frontera, fue identificado por la Guardia Civil con el objeto de denunciarle por supuestamente insultar a la policía. La actuación policial fue seguida en las redes sociales. El secretario general de Podemos, Pablo Iglesias, comentó que de lo ocurrido «habla la putrefacción de nuestra democracia».
En 2019 retomó la actividad de nuevo con La Polla Records con un disco y una gira de despedida interrumpida por las restricciones por la Pandemia de COVID-19. 
Actualmente forma parte del grupo Tropa do Carallo.
En septiembre de 2021, durante la 69 edición del Festival de Cine de San Sebastián, y posteriormente en cines, el 28 de enero de 2022, se estrenó el documental "No somos nada" que recoge distintos aspectos de la vida y reflexiones de Evaristo.

## Discografía

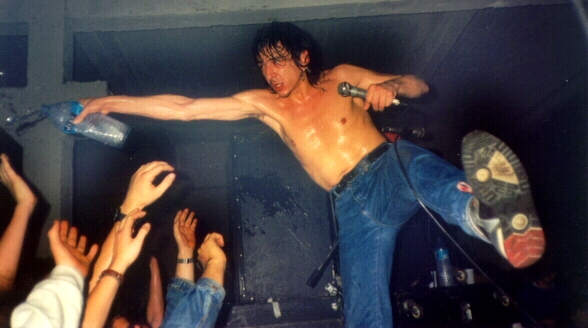
Evaristo con La Polla Records.

### La Polla Records(1979–2003, 2019-actualidad)
- Banco Vaticano (Maqueta) - 1981
- Y ahora qué? (EP) - 1983
- Salve - 1984
- Revolución - 1985
- No somos nada - 1987
- Donde se habla - 1988
- En directo (Directo) - 1988
- Ellos dicen mierda, nosotros amén - 1990
- Los jubilados - 1990
- Barman (EP) - 1991
- Negro - 1992
- Hoy es el futuro - 1993
- Bajo presión - 1994
- Carne para la picadora - 1996
- En turecto (Directo) - 1998
- Toda la puta vida igual - 1999
- Bocas - 2001
- El último (el) de La Polla - 2003
- Vamos entrando (Directo) - 2004 (Grabado en el Festival Viña Rock 2003)
- Ni descanso, ni paz! - 2019
- Levántate y Muere (Directo) - 2020 (Grabado en el BEC en 2019)

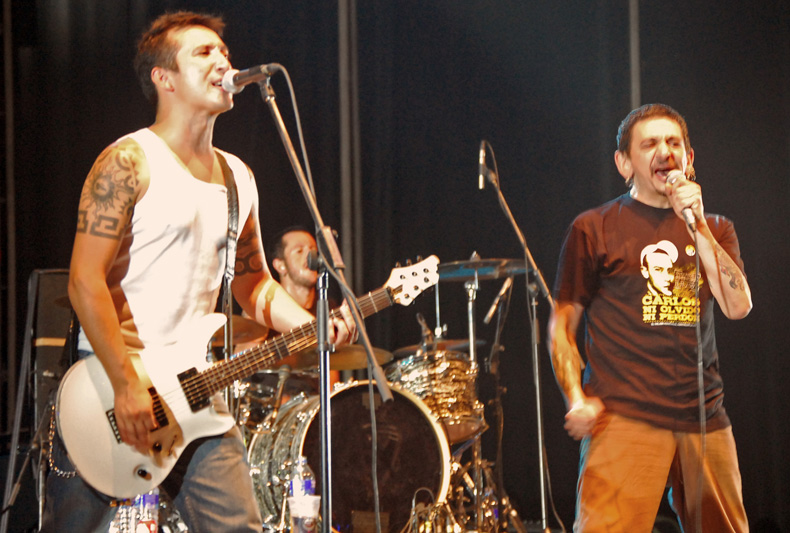
Evaristo con Gatillazo en 2009.

### The Kagas
- Nuevos héroes del rock - 2002

### The Meas
- Buscándose la vida - 2004

### Gatillazo (2004–2019)
- Gatillazo - 2005
- Dianas legales - 2007
- Sex Pastels - 2008
- Sangre y mierda - 2011
- Siglo XXI - 2013
- Cómo convertirse en nada - 2016

### Tropa do Carallo (2021–actualidad)
- Que hostias andáis - 2021
- Habrá que verlo - 2024

## Libros publicados
- Por los hijos lo que sea (Txalaparta, 2002)
- Cuatro estaciones hacia la locura (Desacorde Ediciones, 2014)
- Cuatro estaciones en la locura (Desacorde Ediciones, 2016)
- Qué dura es la vida del artista (Desacorde Ediciones, 2018)

## Filmografía
- Cameo en Adiós pequeña (1986), de Imanol Uribe.
- No somos nada (Documental) (2022).

### DVD
- La Polla Records - Vamos Entrando, 2004, Festival Viña Rock 2003. Villarrobledo, Albacete.
- Gatillazo - DVD Sex Pastels - 2008
- No acepto - Documental sobre el punk de los años 80 en España.

## Colaboraciones
- A Palo Seko "Alejandro Fans" (Si no te gusta lo ke hazemos, 2005)
- Alde Hemendik "Poder ejecutivo"
- Bad F-Line "680x0" (versión en catalán) (Gris Plata, 2014)
- Bad F-Line "Fotogram@313" (Gris Plata, 2014)
- Bad F-Line "Ramallah" (Gris Plata, 2014)
- Banda Bassotti "Ellos dicen mierda" (Siamo guerriglia, 2012)
- Boikot "Happy money" (Cría cuervos, 1995)
- Boikot "Yo te lolailo" (De espaldas al mundo, 2002)
- Bomba Lapa "Eres tú" (Y nos seguimos riendo..., 2008)
- Danteska Bacanal "Nadie como tú" (Es tan fácil como complicado, 2013)
- Disidencia "Pasen y vean" (Antología poética, 2008)
- Disidencia "Prefiero caminar" (Bienvenidos a Occidente, 2002)
- Disturbio "Welcome marketing" (Muy tóxico, 2008)
- Dixebra "Dime cómo ye" (Sube la marea, 2002)
- El Último Ke Zierre "Hijos de la grandísima perra" (Insurgente, 2005)
- Extracto de Lúpulo "Rockanrol" (El agua pa los peces, 2009)
- Gose "Eutsi" (BSO "Eutsi!", 2007)
- Gose "Mantis atea" (Gose II, 2008)
- Gose "Non noiz" (Gose, 2005)
- Gose "Renato" (Gose, 2005)
- Habeas Corpus "Basta ya" (Rarezas, 2009)
- Itziarren Semeak "Todo es ETA" (Revolta, 2014)
- Izurri Berria "Urbi et orbi" (Kontuz deabruaren legea, 2001)
- Kaos Etiliko "Paloman" (No hay agua, 1998)
- Kaotiko "En el barrio de latón" (Mundo kaotiko, 2001)
- Kaotiko "Paranoia" (Raska y pierde, 2003)
- Kaotiko "Amo a la gente" (Raska y pierde, 2003)
- Kaotiko "Oh Caroline!!" (Adrenalina, 2008)
- Katapunk "Kon nosotros nunka podrán" (Zona Kontaminada, 2008)
- Koma "El marqués de Txorrapelada" (La fiera nunca duerme, 2018)
- Los Chikos del Maíz "Putas y maricones" (La estanquera de Saigón, 2014)
- Los Tronchos "Otro día más" (Imparable, 2013)
- MCD "Vomitaré" (Inoxidable, 1997)
- Mal Pasar "4 Sudakas" (La conquista del pan, 2012)
- Manolo Kabezabolo "Resina, agua y ajo" (Resina, agua y ajo, 1999)
- Marea "Mil quilates" (Las aceras están llenas de piojos, 2007)
- Matando Gratix "La casa blanca" (Likantropia, 2002)
- Negu Gorriak "Mtv-antenatik at" (Salam, Agur, 1996)
- Non Servium "ACAB" (El Rodillo del Kaos, 2011)
- Paco Loco "Real Good Time Together" (Mila Esker A Tribute To Lou Reed, 2014)
- Pernada "Piel" (Paraíso d.c., 2003)
- Pin Pan Pun Band "Denok batera" (Bigarren bolumena, 2003)
- Platero y Tú "Juliette (con Robe Iniesta)" (Hay poco rock & roll, 1994)
- Poncho K "Mentiras de sal" (Cantes valientes, 2007)
- Porretas "Si los curas comieran chinas del río" (20 y serenos, 2011)
- Predicador JJ Bolton & El Coro Gospelpunk "Botalos a Todos" (Botalos  a Todos, 2017)
- Radioplebe "Tanto bio, bio tanto" (Estrellados del Rock, 2012)
- Rat-Zinger "Tú serás nuestro Dios" (Rock'n'roll para hijos de perra, 2014)
- Reincidentes "Camela 3" (Algazara, 1998)
- Rockaina "El video mató a la estrella de la radio" (En el aire, 2010)
- Rockaina "Otro día más" (En el aire, 2010)
- Sartenazo Cerebral "Injustice For All" (10 Años, 2022)
- Segismundo Toxicómano "Por ti" (Escapa!, 2004)
- Sikotiko "Viejo continente" (Sikotiko, 2003)
- Silikonay "Kiero olvidar" (Piztu sua, 2007)
- Síndrome de Abstinencia "Pio Pio" (No al nuevo orden mundial, 2005)
- Skacha "Os tempos son chegados" (A ferro e lume, 2006)
- Skalo "Ven" (Ke harías tu?, 2010)
- The Eskarallas “La Del Americano” (2021)
- The Gambas "Fábula de la globalidad" (Alegría social, 2009)
- Últimos Reyes "Hey cerdo" (Perversamente sencillo, 2011)
- Últimos Reyes "Lo más cabrón" (La rabia del no!, 2014)
- Vuelko "Mundo podrido" (Vuelko, 2010)
- Xaiko "Nazioen mundua" (Therapy, 2014)
- Xolda "Matxakada" (Repasando algum acorde, 2002)
- Zirrosis "Modelos a seguir" (Cosas ke no arrastre el viento, 2001)
- Zirrosis "Preciosa" (Kaña a los que nos quieren pisar, 1999)
- Exprimidos "No me interesa" (2023)